# Ricardo García Villoslada
Ricardo García Villoslada (Los Arcos, Navarra, España, 26 de abril de 1900-Loyola (Azpeitia), Guipúzcoa, España,  7 de enero de 1991) fue un sacerdote, jesuita e historiador español.

## Biografía
Ingresó en la Compañía de Jesús el 29 de junio de 1916. En 1923, una vez concluidos los estudios humanísticos y filosóficos preceptuados por la Orden, se va a Caracas (Venezuela) como profesor para impartir las asignaturas de Historia Universal y Literatura en el colegio de los jesuitas de la ciudad. Pasados tres años es enviado al Colegio Máximo de Oña para cursar allí los estudios teológicos. En 1929 recibe la ordenación sacerdotal. Desde entonces consagró su tiempo y esfuerzo al estudio de la Historia.
En 1931, ya ordenado sacerdote, se matricula en la Universidad de Múnich para ampliar sus estudios en la Facultad de Ciencias Históricas. En 1932 se había erigido la Facultad de Historia Eclesiástica en la Pontificia Universidad Gregoriana de Roma, por lo que el P. Villoslada se traslada en 1933 de Múnich a Roma para continuar allí sus estudios. Fue precisamente en la recién erigida facultad donde se doctoró (el primer alumno en hacerlo) con una tesis, dirigida por Pedro de Leturia, sobre la Universidad de París en la época de Francisco de Vitoria. 
Con la llegada de la Segunda República Española y la posterior expulsión de la Compañía de Jesús (1932), no pudo regresar a España, por lo que se instaló en Bélgica, donde prosiguió su labor docente, haciéndose cargo de la asignatura de Historia de la Iglesia en la Facultad de Teología que los jesuitas españoles tenían en Marneffe, Hesbaye (1934-1938). Concluida la Guerra civil española, regresó a España. En 1940 inicia su labor docente e investigadora en la Universidad Pontificia de Salamanca (que continuará hasta 1948), impartiendo las asignaturas de Historia de la Iglesia y de Arqueología Cristiana, y publicando diversas obras fruto de sus investigaciones. En 1948 sus superiores le ordenan trasladarse a Roma para hacerse cargo de la asignatura de Historia Moderna en la Pontificia Universidad Gregoriana, cargo que ejercerá hasta su jubilación en 1975.
Especialista en los siglos XV y XVI, publicó numerosas obras, especialmente sobre la Compañía de Jesús, el protestantismo, el humanismo, el Renacimiento, Lutero, Erasmo de Róterdam, Ignacio de Loyola y el Concilio de Trento.Siempre tuvo en alta estima los estudios del historiador H. Denifle, O.P., sobre Lutero y el luteranismo, si bien es cierto que hace algunas matizaciones. 
Falleció en 1991 a los noventa años en Loyola (Azpeitia), donde está enterrado.

## Obras

###### Libros:
- La Universidad de París durante los estudios de Francisco de Vitoria (1934).
- Manual de historia de la Compañía de Jesús (1941).
- Storia del Collegio Romano dal suo inizio alla soppressione della Compagnia di Gesù (1954).
- Ignacio de Loyola, un español al servicio del Pontificado (1956).
- Los historiadores de las misiones. Orígenes y desarrollo de la historiografía misional (1956).
- Loyola y Erasmo, dos almas, dos épocas (1965).
- Raíces históricas del luteranismo (1969).
- Martín Lutero, vol. I (1973).
- Martín Lutero, vol. II (1973).
- La poesía rítmica de los goliardos medievales (1975).
- En trance de renacer (1980).
- San Ignacio de Loyola. Nueva biografía (1986).
- Navegando hacia Dios a remo y rima (1986).

Además, colaboró, junto con los PP. Lorca, S.J., y Montalbán, S.J., en la composición de la monumental Historia de la Iglesia católica en cuatro volúmenes publicada por la Biblioteca de Autores Cristianos. El P. Villoslada escribió el segundo volumen, parte del tercero y colaboró en la revisión del cuarto:
- Vol. I: Edad Antigua.

- Vol. II: Edad Media.

- Vol. III: Edad Nueva.

- Vol. IV: Edad Moderna.

En ediciones muy posteriores el P. Laboa, S.J., corrigió algunas cosas en todos los volúmenes y dividió el último en IV y V. 
El P. Villoslada también dirigió la composición y publicación de la Historia de la Iglesia en España en cinco volúmenes publicada por la Biblioteca de Autores Cristianos y en la que colaboraron numerosos especialistas:
- Vol. I: La España romana y visigoda.

- Vol. II (1º): La Iglesia en la España de los siglos VIII-XIV.

- Vol. II (2º): La Iglesia en la España de los siglos VIII-XIV.

- Vol. III (1º): La Iglesia en la España de los siglos XV y XVI.

- Vol. III (2º): La Iglesia en la España de los siglos XV y XVI. En este volumen el P. Villoslada escribió el capítulo "Felipe II y la Contrarreforma católica".

- Vol. IV: La Iglesia en la España de los siglos XVII y XVIII.

- Vol. V: La España Contemporánea.

## Distinciones
- Doctor honoris causa por la Universidad Pontificia de Salamanca (1987).[3]